# Holmeja järnvägsstation

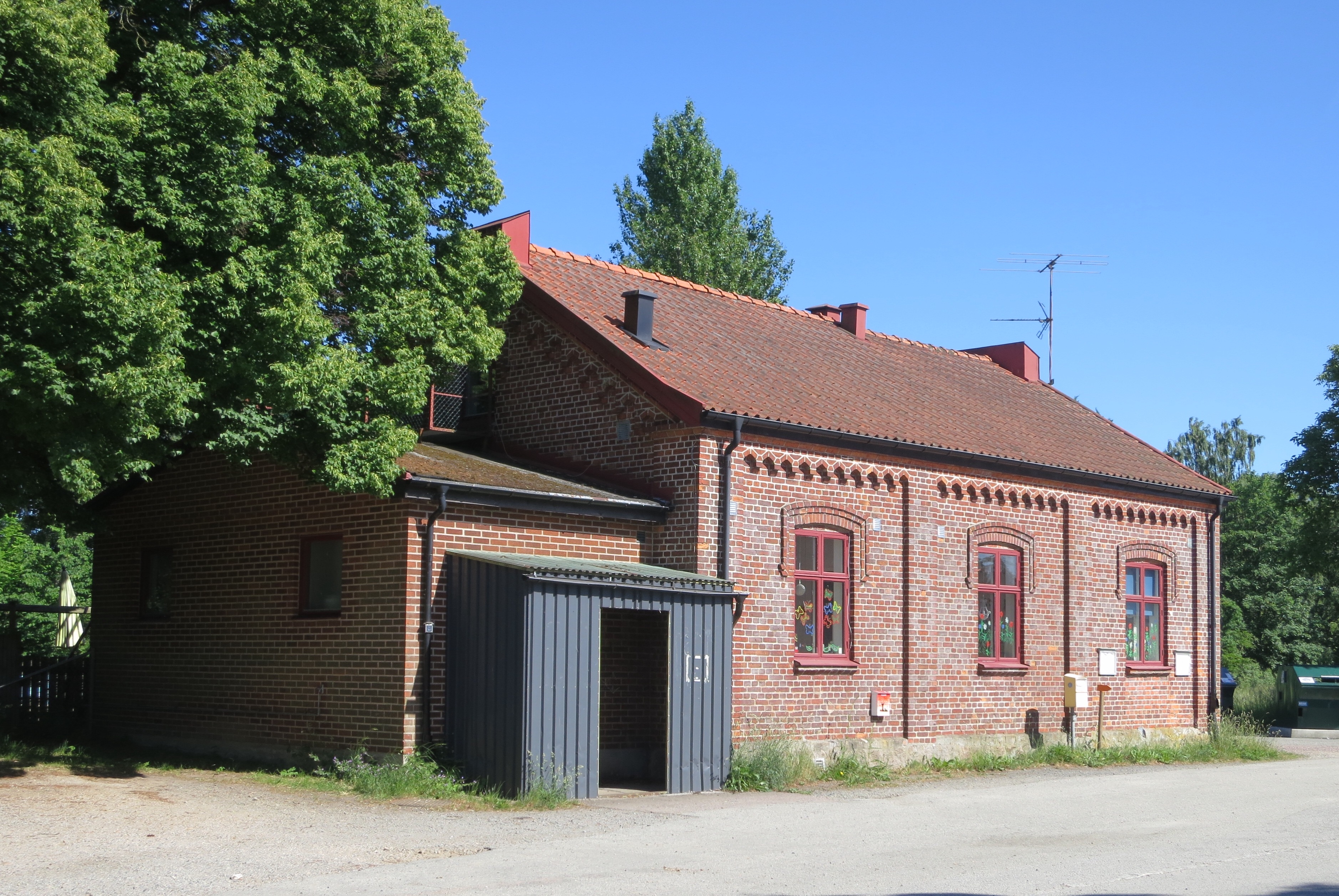
Holmeja järnvägsstation 2016

Holmeja järnvägsstation var en järnvägsstation i Holmeja i Skåne, i nuvarande Svedala kommun.

## Historik
Den 23 juli 1875 invigdes Lund-Trelleborgs järnväg. En av byarna som fick betydelse var Holmeja, dit en av stationerna förlades. Holmeja som by växte snabbt efter järnvägens tillkomst, när anställda vid bland annat järnvägsstationen, Holmeja sågverk, Yddinge tegelbruk och vid jordbruken i närheten började bygga hus. 
Järnvägssträckan vid Holmeja var naturskön och den fick många resenärer, bland annat tack vare sommarrestaurangen och tivolit vid Bökebergsslätt några kilometer söder om Holmeja. Det var ett populärt besöksmål långt in på 1900-talet och det fanns en järnvägshållplats, Bökebergsslätt, nära nöjesanläggningen.
Det sista tåget på järnvägslinjen kördes den 28 maj 1960, nära 85 år efter invigningen 1875.

## Stationens förskola
Idag är Holmeja järnvägsstation en förskola och har varit det sedan år 1991. Åren mellan nedläggningen och uppstarten av Stationens förskola användes lokalen till andra aktiviteter, allt från fritidsverksamhet till pensionärskurser.